# لیوبومیر کرکس
لیوبومیر کرکس (به انگلیسی: Ljubomir Kerekeš) (زاده ۱۶ ژانویه ۱۹۶۰) بازیگر کروات است.
از فیلم‌هایی که وی در آن نقش داشته است می‌توان به جشن شکار اشاره کرد.